# Pisanosaurus
Pisanosaurus is een mogelijk geslacht van uitgestorven plantenetende dinosauriërs behorend tot de groep der Ornithischia. Pisanosaurus leefde in het Laat-Trias in het huidige Argentinië.
Van Pisanosaurus is in 1962 één beschadigd fossiel gevonden. De typesoort Pisanosaurus mertii werd in 1967 benoemd.
Pisanosaurus was ongeveer een meter lang. Het fossiel toont een verwarrende combinatie van een kop die al over een goed kauwapparaat beschikt met een romp die lijkt op die van andere vroegste dinosauriërs. Het kan zijn dat Pisanosaurus het oudst bekende lid van de Ornithischia vertegenwoordigt. In dat geval verschaft de soort belangrijke informatie over de vroege evolutie van die groep. Het is ook mogelijk dat het geen dinosauriër was maar een vroeg lid van de omvattende groep van de Dinosauriformes dat op ornithischiërs leek door een proces van convergente evolutie.

## Vondst en naamgeving
In 1962 vond Galileo Juan Scaglia bij Agua de las Catas nabij Hoyado del Cerro Las Lagas in de provincie La Rioja het skelet van een kleine ornithischiër. Het werd opgegraven door paleontoloog José Fernando Bonaparte, preparateur Martín Vince en de gids Rafael Herbst.
De typesoort Pisanosaurus mertii werd in 1967 benoemd en beschreven door Rodolfo Magín Casamiquela. De geslachtsnaam eert een vriend van de naamgever, de in 1967 juist overleden paleontoloog Juan Arnaldo Pisano. De soortaanduiding eert de eveneens wijlen natuurvorser Carlos Merti.

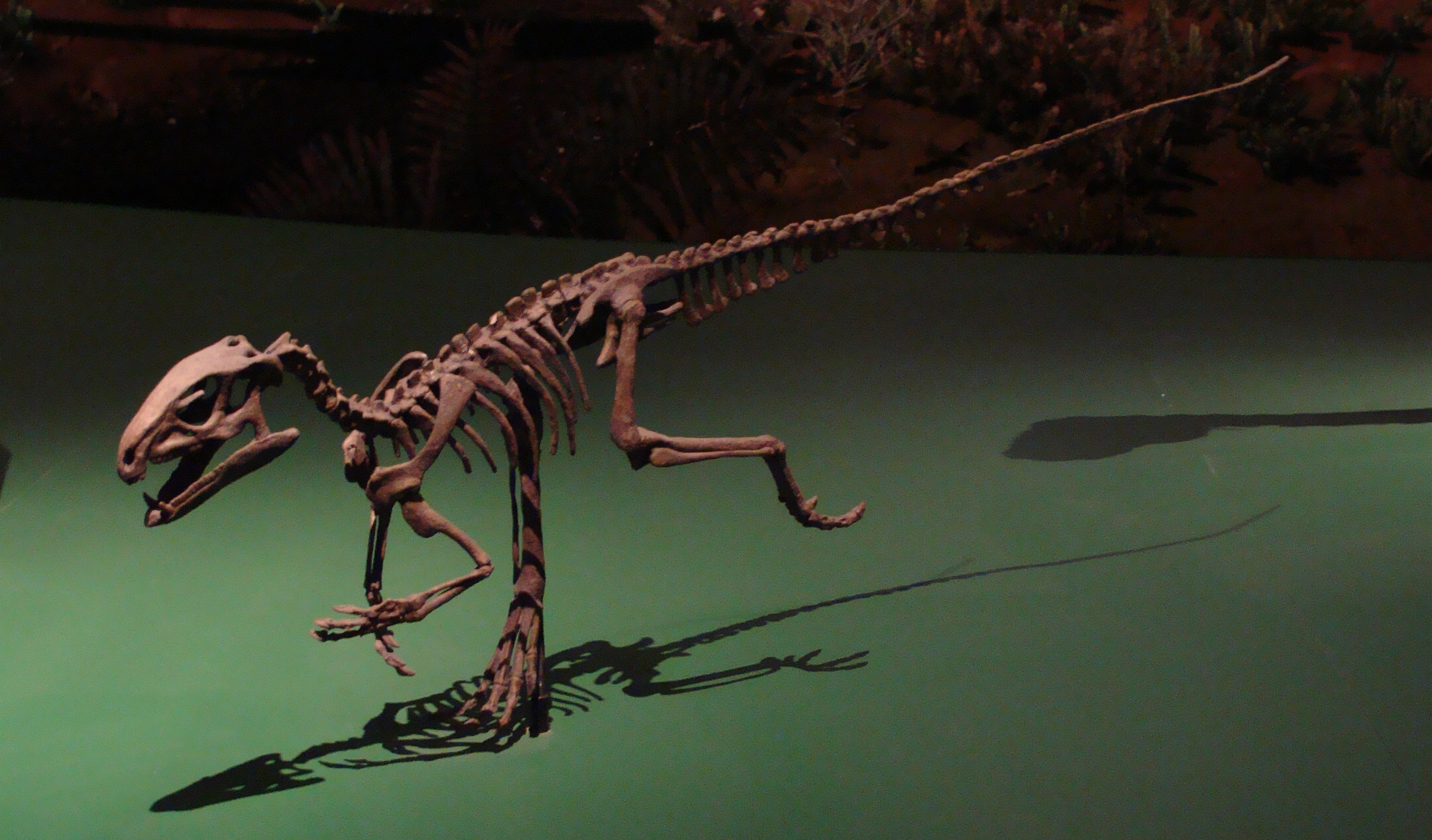
Een model van het skelet

Het fossiel, holotype PVL 5-2577, is gevonden in een laag van de middelste Ischigualstoformatie die dateert uit het Laat-Carnien of Vroeg-Norien, ruwweg tweehonderddertig miljoen jaar oud. Het bestaat uit een fragmentarisch skelet met schedel. De rechterboven- en onderkaken zijn gedeeltelijk bekend met zevenentwintig tanden, en verder zes halswervels, zeven voorste ruggenwervels, afdrukken van vijf sacrale wervels, wat ribben, een rechterschouderblad, een rechterravenbeksbeen, afdrukken van drie rechtermiddenhandsbeenderen, een rechterdarmbeen, een rechterschaambeen, een rechterzitbeen, beide dijbeenderen, een scheenbeen, een kuitbeen, een sprongbeen, een hielbeen, het derde en vierde middenvoetsbeen, de bovenkant van het tweede middenvoetsbeen, drie kootjes van de derde teen en vijf kootjes van de vierde teen. De verschillende elementen zijn dicht bij elkaar aangetroffen, gedeeltelijk in verband. De wervelkolom lag in een verbonden reeks en de schedelbeenderen lagen in het verlengde daarvan. De achterpoten waren geroteerd onder de rug geschoven. Een belangrijk deel van het skelet was vernietigd door erosie en verschillende beenderen, namelijk het heiligbeen, het bekken en de drie middenhandsbeenderen, waren nog slechts als afdrukken waarneembaar. De afdrukken werden in 1967 niet beschreven. Casamiquela zag drie van de halswervels voor staartwervels aan en dacht dat de voorste ruggenwervels achterste ruggenwervels waren. Het fossiel bevindt zich in het universiteitsmuseum van Tucumán, het Laboratorio de Paleontologia de Vertebrados, Instituto "Miguel Lillo".
In 1976 werd de vondst opnieuw beschreven door José Fernando Bonaparte.

## Beschrijving

### Grootte en onderscheidende kenmerken
Pisanosaurus is een klein dier van ongeveer een meter lang en zo'n vier kilogram zwaar.
Het is lastig om onderscheidende kenmerken van Pisanosaurus aan te geven daar zijn positie in de evolutionaire stamboom erg onzeker is, wat het onduidelijk maakt ten opzichte van welke verwanten het dier nu precies onderscheiden moet worden. Casamiquela beklemtoonde in zijn diagnose de mengeling van basale en afgeleide kenmerken. Zo heeft Pisanosaurus echte kauwvlakken op de aangesloten tanden en een laag kaakgewricht om meer bijtkracht te ontwikkelen, trekken die kenmerkend zijn voor latere Ornithischia. Veel vormen uit zelfs het vroege Jura hebben nog vrij los geplaatste tanden waarmee alleen geknipt kon worden en een gewricht op hetzelfde niveau als de tandenrij. Het probleem waarvoor Pisanosaurus de paleontologie stelt, is dat een 'geavanceerde' kop geplaatst lijkt te zijn op een 'primitieve' romp, een paradox die verscheidende onderzoekers op een verschillende manier hebben opgelost. De belangrijkste verklaringen zijn dat het gaat om een chimaera: de fossielen van twee aparte soorten zijn verward geraakt; of om een geval van convergente evolutie.

### Schedel en onderkaken

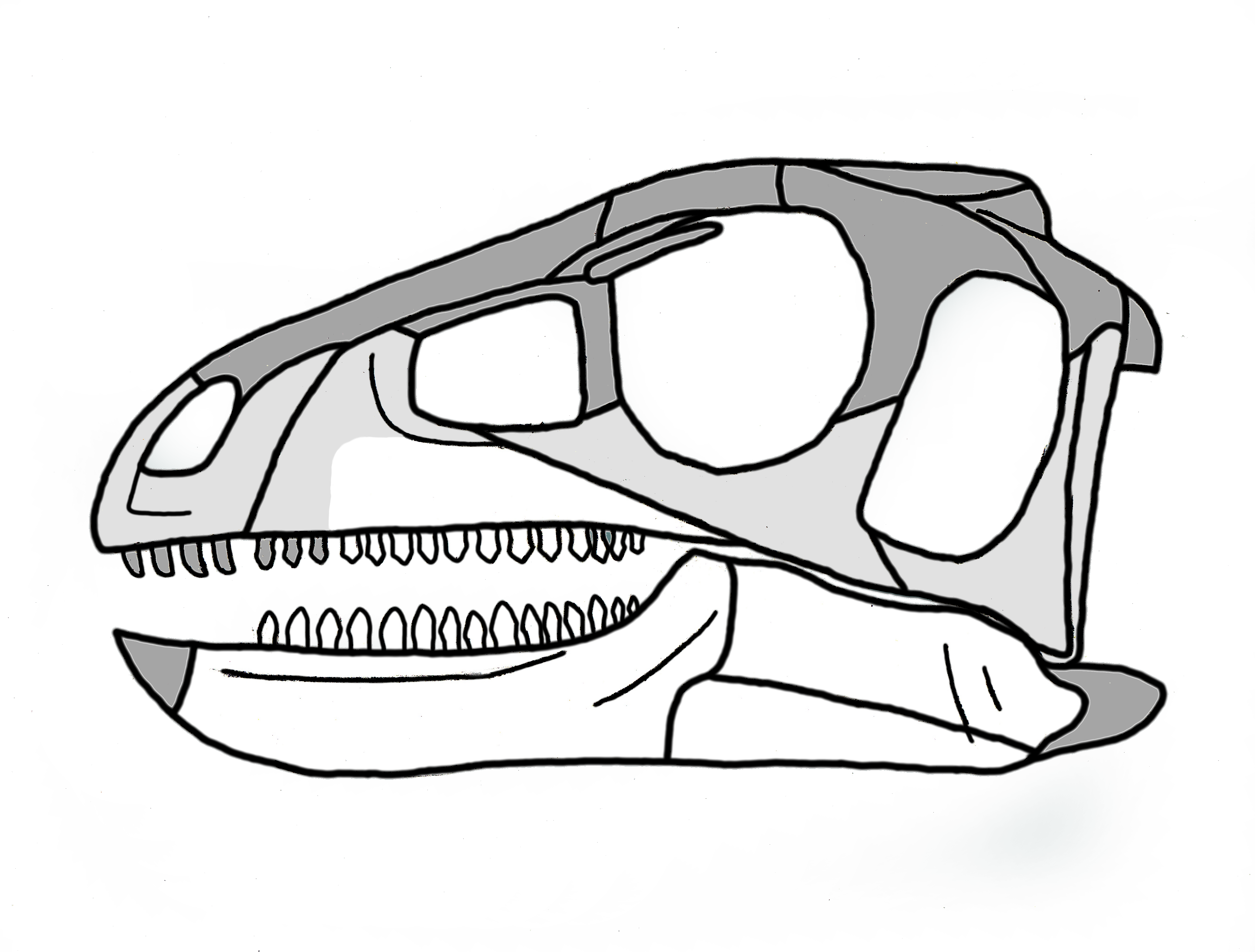
reconstructie van de schedel, met de gevonden botten in het wit

De schedel heeft een lengte van ongeveer twintig centimeter en is licht langwerpig. De kaken laten zien dat het dier wellicht wangen had: de tandrijen zijn ingesprongen ten opzichte van de buitenwanden van de kaak. Het bovenkaaksbeen is overdwars dik en er bevindt zich een lengterichel boven de tandenrij. De onderkaak heeft een duidelijke processus coronoides en een kaakgewricht dat lager ligt dan de tandenrij. Ook is erachteraan een kort retroarticulair uitsteeksel aanwezig. De groeve voor de sluitspier is breed en naar binnen gericht. Het dentarium vormt de voorrand van de processus coronoides, een afgeleid kenmerk. Het dentarium kromt vooraan eerst verdikkend naar beneden en daarna wat naar boven toe, uitlopend in spitsere punt waarvan het uiteinde niet bewaard is gebleven; onduidelijk is of er een predentarium aanwezig was. Paul Sereno stelde in 1991 dat een opening op het raakpunt van dentarium, angulare en surangulare geen beschadiging was maar een authentiek zijvenster van de onderkaak.
In het stuk rechterbovenkaaksbeen zijn twaalf tanden bewaard gebleven waarvan één nog slechts een stompje is; het totaal werd door Bonaparte geschat op zestien à achttien. In de onderkaak staan vijftien tanden. De tanden zijn cilindervormig — dus niet overdwars afgeplat — en dicht opeen gepakt zodat ze een continu kauwvlak vormen met een scherpe snijrand. Het kauwvlak vormt in de onderkaak een hoek van vijfenveertig graden met het verticale vlak, in de bovenkaak van zestig tot zeventig graden. De occlusie van de tanden was niet perfect. De dentaire tanden van de onderkaak zijn aan de buitenkant afgesleten en de maxillaire tanden van de bovenkaak aan de binnenkant. De maxillaire tanden zijn zowel aan de buitenzijde als de binnenzijde verticaal en horizontaal bol; de dentaire tanden zijn aan de binnenkant verticaal plat. De tanden hebben geen verticale richels en geen duidelijke carinae of denticula. Er zijn geen tekenen van langere 'caniniforme' tanden in de voorste onderkaak. Kroon en wortel van de tanden zijn door een nek gescheiden, een afgeleid kenmerk. Ook afgeleid is dat de middelste tanden van de tandenrij groter zijn. Zo zijn de voorste vier tanden van de onderkaak duidelijk kleiner. De tanden lijken aangepast aan het kauwen van taai plantenmateriaal.

### Postcrania
De middelste halswervels, die het best bewaard zijn gebleven, zijn licht langwerpig, overdwars afgeplat en onderaan verbreed. Hun doornuitsteeksels zijn laag. Opvallend is dat zowel de voorste als achterste gewrichtsuitsteeksels buiten de voorrand, respectievelijk achterrand van het wervellichaam uitsteken. De ruggenwervels zijn kort en hebben lage plaatvormige doornuitsteeksels. De sacrale wervels zijn breder dan de ruggenwervels. De wervels zijn erg klein ten opzichte van de schedel, wat als een aanwijzing is gezien dat het fossiel in feite uit twee individuen bestaat.
In de schoudergordel lijkt het schouderblad kort. Het schoudergewricht is ondiep. De afdrukken van de middenhandsbeenderen zijn zo'n vijftien millimeter lang. Ze zijn op zich langgerekt maar toch zes maal korter dan de middenvoet. Dat lijkt erop te wijzen dat de voorpoten relatief kort zijn. Bonaparte trok daar niet de conclusie uit dat Pisanosaurus een tweevoeter was maar reconstrueerde het dier als stappend op vier poten.
Van het bekken zijn slechts afdrukken van de rechterhelft bekend die zich beperken tot de zone direct rond het heupgewricht. Er is ook een sacrale rib zichtbaar. Volgens Bonaparte is het heupgewricht open. Doordat de aanhangsels van het darmbeen laag zijn krijgt het heupgewricht de vorm van een liggende ovaal. Het zitbeen is bovenaan erg breed. De resten van het schaambeen zijn lastig te interpreteren. Volgens Bonaparte is de aanzet waarneembaar van een schacht die schuin naar achteren wijst. Volgens andere onderzoekers is dat dubieus en steken de ossa pubis naar voren, wat een zeer basaal kenmerk voor de groep zou zijn. Ook het schaambeen is bovenaan breed en wordt niet doorboord door een foramen obturatum, opnieuw zeer basale kenmerken. Eigenlijk lijkt zo de hele romp van het dier niet op die van Ornithischia: het geeft dus een belangrijke aanwijzing over de evolutie van de groep — tenzij de connectie van de schedel met de romp ten onrechte gelegd is, zoals wel is gesuggereerd.
Het dijbeen lijkt vrij bol gekromd te zijn met tamelijk vlakke gewrichtsknobbels. Het bovenbeen is ongeveer even lang als het onderbeen. Het scheenbeen heeft een lengte van 160,7 millimeter. Het is, hoewel langgerekt, een robuust element. Het is een kwartslag om de lengteas gewrongen. Het bovenvlak heeft vooraan een dikke crista cnemialis maar aan de buitenzijde een nauwelijks ontwikkelde condylus fibularis zodat het geheel van voor naar achteren langgerekt wordt. De schacht is cilindervormig maar heeft onderaan een vierkante dwarsdoorsnede. Het heeft een richel aan de onderste achterzijde. Bonaparte deed het bot denken aan dat van de Prosauropoda. Het kuitbeen, 158,7 millimeter lang, is slank en overdwars afgeplat, bovenaan breed maar onderaan smal. Het mist een draaiing om de lengteas. Over een derde van de lengte van de bovenkant is er een zwakke beenstijl aan de buitenste voorrand. Het uiteinde raakt met de binnenkant het sprongbeen. Het raakvlak met het hielbeen vormt een overdwars nauwe holte waarvan de achterrand dieper ligt.
De astragalus of sprongbeen, een enkelbot, loopt niet van onder naar boven taps toe zoals bij de andere Ornithischia. Het is niet vergroeid met het scheenbeen maar heeft aan de voorzijde een uitsteeksel dat in een uitsparing in het scheenbeen past. Het is dit uitsteeksel dat aan de buitenkant het kuitbeen raakt. De binnenste helft van het sprongbeen heeft onderaan een naar voren gerichte bult. De precieze aard van de verbinding tussen sprongbeen en hielbeen is onduidelijk maar leek Bonaparte niet van het 'pseudosuchische' type te zijn dus met crurotarsale verbinding waarbij een pen van het sprongbeen in een holte in het hielbeen past. In plaats daarvan raken de beenderen elkaar met vlakke zijden. Het hielbeen is overdwars sterk afgeplat, een mogelijke autapomorfie van de soort. Het is veel kleiner dan het sprongbeen. De bovenkant is bol. Op de achterkant bevindt zich een klein uitsteekseltje dat overeen lijkt te komen met de tuber calcanei van basalere Archosauria. Het kwam Bonaparte voor dat tussen het scheenbeen en het sprongbeen weinig beweging mogelijk was maar dat hielbeen en kuitbeen konden articuleren. Dat zag hij als en tussenfase tussen de crurotarsale toestand, van de Crurotarsi, en de mesotarsale toestand van de Dinosauria.
De middenvoet is relatief lang, met een lengte van 59,3% van het scheenbeen ofwel vijfennegentig millimeter. De middenvoetsbeenderen zijn bovenaan afgeplat en het derde lijkt het vierde daar te overlappen. Het vierde middenvoetsbeen is korter en slanker dan het derde; het staat wat naar buiten uit. De formule van de teenkootjes reconstrueerde Bonaparte als ?-3-4-5-?.

## Fylogenie

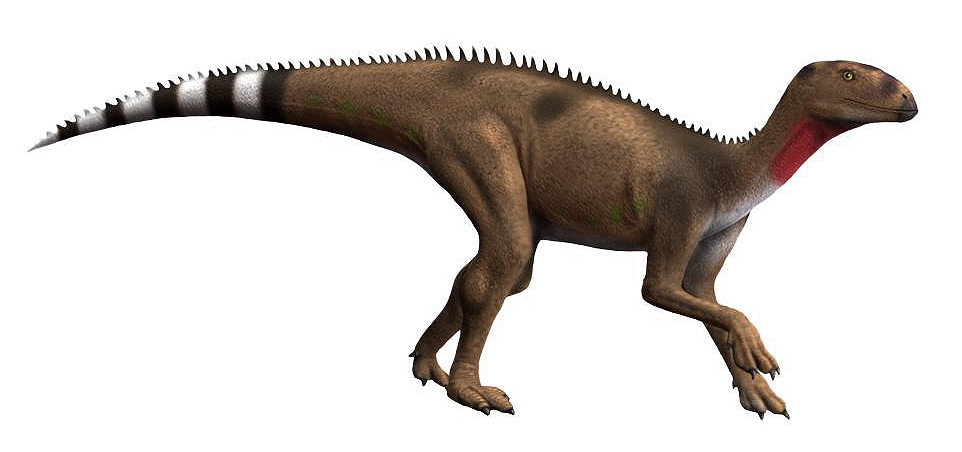
Als lid van de Silesauridae zou Pisanosaurus vermoedelijk viervoetig geweest zijn

Pisanosaurus werd in 1967 in een eigen Pisanosauridae geplaatst. Bonaparte concludeerde in 1976 tot een plaatsing in de Heterodontosauridae. Daarbij gaf hij aan dat de basale eigenschappen van Pisanosaurus suggereerden dat de Ornithischia en Saurischia samen een monofyletische Dinosauria vormden en dat de Ornithischia en Sauropodomorpha verenigd zouden kunnen zijn in één groep die later door Robert Thomas Bakker de Phytodinosauria werd gedoopt. Het eerste is door later onderzoek bevestigd, het tweede verworpen.
Sinds 1990 gaven cladistische analyses echter aan dat Pisanosaurus zich vermoedelijk niet in de Heterodontosauridae maar zeer basaal in de Ornithischia bevond. Met een leeftijd van 230 miljoen jaar is het de oudst bekende ornithischiër. In 2004 werd gesteld dat de positie toch meer afgeleid was, basaal in de Genasauria of zelfs de Cerapoda. Dit zou echter een lange verborgen ontwikkelingslijn van minstens vijftig miljoen jaar veronderstellen.
De positie van Pisanosaurus in de evolutionaire stamboom volgens de analyses uit de jaren negentig kan getoond worden met dit kladogram:
|  | Abrictosaurus     |
|  |                   |
|  | Heterodontosaurus |
|  |                   |

|  | Thyreophora    |
|  |                |
|  | Neornithischia |
|  |                |

|  | Abrictosaurus     |
|  |                   |
|  | Heterodontosaurus |
|  |                   |

|  | Thyreophora    |
|  |                |
|  | Neornithischia |
|  |                |

|  | Abrictosaurus     |
|  |                   |
|  | Heterodontosaurus |
|  |                   |

|  | Thyreophora    |
|  |                |
|  | Neornithischia |
|  |                |

|  | Abrictosaurus     |
|  |                   |
|  | Heterodontosaurus |
|  |                   |

|  | Thyreophora    |
|  |                |
|  | Neornithischia |
|  |                |

In 2015/2017 had een analyse tot uitkomst dat Pisanosaurus helemaal geen dinosauriër was maar een basaal lid van de Dinosauriformes dat verwant is aan de Silesauridae. Ook Silesaurus heeft een scheenbeen met een uitsparing voor een opgaande tak van het sprongbeen en een verticale richel aan de onderste achterzijde. Pisanosaurus zou dan een geval van convergente evolutie zijn, een vroege dinosauriform die al in het Trias de aanpassingen toonde die veel later ook meer afgeleide ornithischiërs zouden ontwikkelen. Dit werd bevestigd door een studie in 2017 van Matthew Baron, die het als een versterking zag van zijn Ornithoscelida-hypothese.